# Ithycythara cymella
Ithycythara cymella é uma espécie de gastrópode do gênero Ithycythara, pertencente a família Mangeliidae.